# Heterographa tumulorum
Heterographa tumulorum là một loài bướm đêm trong họ Noctuidae.